# 仙女座υb
仙女座υ星b，也被称为仙女座υ星Ab（以区别于其母星仙女座υ的伴星仙女座υ星B），是一颗位于仙女座，距离地球约44光年的系外行星。其母星仙女座υ是一颗太阳相似体。该行星的轨道周期大约为5地球日。1996年6月，傑佛瑞·馬西和保罗·巴特勒发现该行星，它是首批被发现的热木星之一。仙女座υ星b还是仙女座υ行星系统中最靠近母星的行星。

## 发现
和大多数已发现的系外行星一样，仙女座υ星b是通过探测其母星的视向速度的变化的方法得以发现的，而视向速度的变化则是需要测定仙女座υ光谱的多普勒频移。1997年1月，科学家对外公布了该发现成果，随之一同发布的还有巨蟹座55b和牧夫座τ星b的发现。

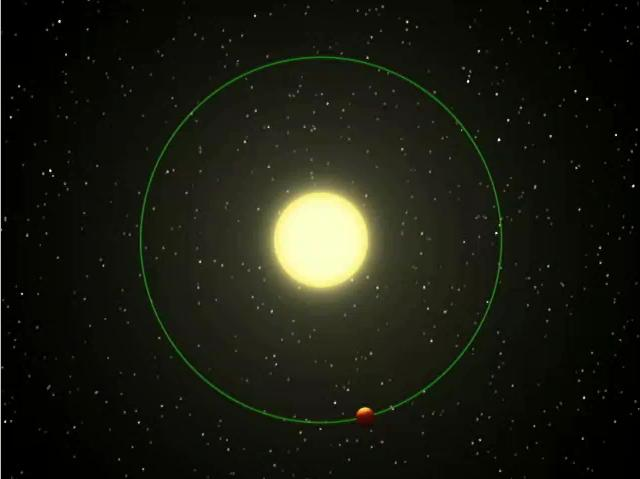
仙女座υ星b之轨道

如同第一颗在正常恒星周围发现的系外行星——飞马座51b一般，仙女座υ星b的轨道十分接近于其母星，该距离较之水星与太阳的距离更短。该行星的轨道周期为4.617地球日，其轨道半长轴为0.0595天文单位。
由于视向速度法存在的局限性，科学家只能够依据该行星的轨道倾角测定其的质量下限，该数值为木星质量的68.7%。不过，最近科学家发现该行星的轨道倾角大于30°，这意味着其真实质量将介于0.687——1.37MJ之间。科学家猜测该行星系统中的各行星可能并不处于同一平面上；仙女座υc和仙女座υd的相互倾角为35°。

## 物理特性
基于该行星质量较大的情况，科学家认为仙女座υ星b可能是一颗类木行星，其上并不存在固体表面。由于迄今只能间接地观测到该行星，所以还无法得知其半径和物质构成的情况。
斯皮策空间望远镜对该行星的温度进行了测定，发现其不同的两个半球的温差达到了1400℃：较冷的一个半球的温度大约在-20～230℃之间，较热的一个半球的温度达到了1400-1650℃。有观点认为这种剧烈的温差是由于该行星已经处于潮汐锁定状态，它永远都以同一面面向其母星。
基于该行星的物质构成类似于木星，且其环境接近于化学平衡的假定，萨达斯基预测仙女座υ星b的上层大气中存在着由硅和铁构成的反射性云层。不过在该行星上，该云层却起到了吸收恒星辐射的作用；在该云层和覆盖于地幔之上的高温、高压气体之间，存在着一层温度较低的气体平流层。该行星最外层覆盖着一层暗色、不透明、高温的云层，由钒和铁的氧化物构成，但是也不排除类似索林之类的化合物的存在。
该行星四周不大可能存在大型的卫星，因为潮汐引力将会将其抛离轨道，或者在（相对于该行星演化的漫长时间的）一个很短的时间段内将其摧毁。
该行星和飞马座51b均被认为是Planetpol直接成像计划的最佳候选对象。

## 对其母星的影响
仙女座υ星b可能是导致其母星日益增强的色球活动的主要因素之一。观测表明在仙女座υ球面上与行星轨道成169°交角的位置上存在着一个“热点”。这可能是恒星与行星磁场的交互作用的结果。类似的作用机制还包括猎犬座 RS变星联星系统内的相互作用以及木星与木卫一的相互作用。